# 기독교의 안식일

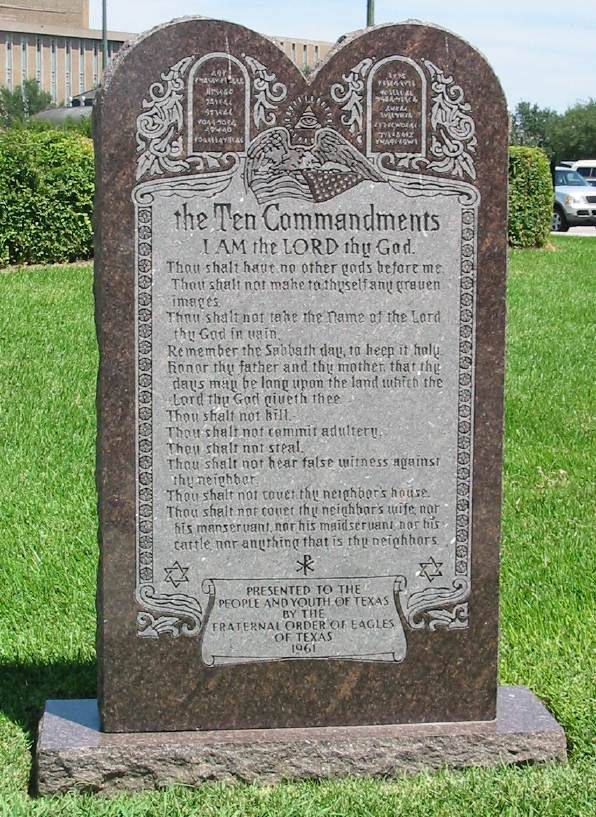
텍사스주 수도에 있는 십계명, 반 Orden v. 페리

기독교의 안식일(Sabbath in Christianity)은 기독교가 안식일 날을 정하여 택한 날을 말한다.
모세의 율법에 따라서 유대주의에서 시작된 후에 기독교인들은 두개의 계명을 반영하는 안식일이 실행을 이어받았다. 첫째는 "안식일을 기억하여 거룩하게 지키라 "라는 계명이며, 두번째는 창세기 2장 2-3에서 안식의 날로서 제 7일을 하나님이 축복하셨고, 예수께서도 인간을 위해 만들어진 날로 선언하셨다.

## 역사

### 초기 기독교
안티오키아의 이그나티오스는 마그네시아인들에게 보낸 편지에서, 안식일을 지키지 말고, 주일을 지키라고 말했다.
예루살렘의 키릴로스는 "모든 안식일 준수에서 멀리 있으라"라고 말했다.
365년경에 열린 라오디케아 공의회에서는 "그리스도교인은 안식일에 유대교화가 되어서도 쉬어서도 안 되며,그 날에 일을 해야 한다"고 결의했다.
요한 흐리소스토모스는 갈라디아인들에게 보낸 편지를 강해하면서 유대인과 함께 안식일을 준수하며 금식하는 그리스도교인들의 행태에 대해 비판한다.
4-5세기의 교회사가인 소조메노스와 소크라티스는 로마와 알렉산드리아를 제외한 다른 교회에서는 안식일을 준수하는 관습이 있다고 말한다.

### 청교도
17세기의 영국에서의 인식일은 로마 가톨릭, 국교회, 청교도들 간에 열띤 논쟁으로 이어졌다. 특히, 국교회는 제임스 1세 (잉글랜드)가 스포츠 선언을 함으로 영국의 전통적 문화인 스포츠를 권장하는 것을 인정하였는 데, 로마 가톨릭과 청교도는 반대하였다. 이에 대해 웨스트민스터 총회에서 웨스트민스터 신앙고백과 웨스트민스터 대요리문답에서 십계명을 하나님의 법으로 다루면서 특히, 4계명인 안식일을 지키라에서 안식일을 주일로 명명하면서, 거룩하게 하여야 한다는 의무를 국가적으로 권장하였다. 이에 따라, 스포츠 선언에 대한 격렬한 논쟁이 벌어졌다. 청교도들은 하나님께서 아담을 만드실 때, 그 안에 자연법인 도덕법을 자연계시로 주셨고, 출애굽에서 모세에게 십계명에 구체적으로 특별계시를 줌으로 이 안식일에 대한 계명은 이중 계시로 이해를 하였다. 그것은 칠일 중에 6일 동안은 사람에게 제 칠일은 주님의 날로 보존하는 것이었다. 또한 도덕법이 예식법과 겹치는 것이 제 4계명이므로 이것은 영원히 지켜야 할 계명으로 여겼다.

### 21세기

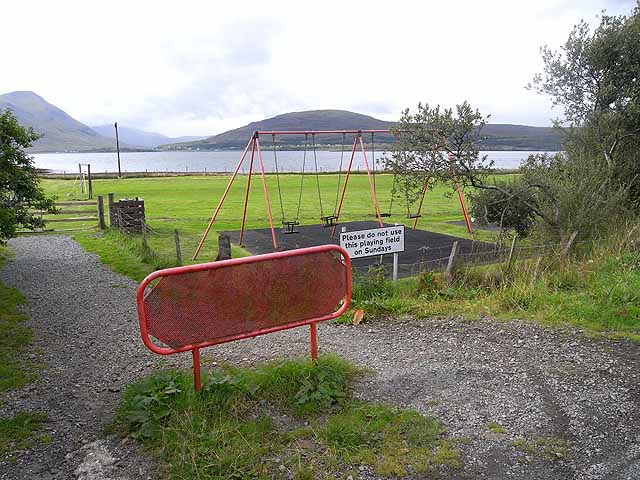
Raasay에 있는 휴식처안내문 "주일에는 이 장소를 사용하지 말아주세요"

## 같이 보기
- 그레고리력